# وكالة النمسا للأنباء
وكالة الأنباء النمساوية (APA): هي وكالة الأنباء الوطنية والمزود الرائد للمعلومات في النمسا. وهي مملوكة للصحف النمساوية والإذاعة الوطنية ORF. وكالة إعلامية مرخصة في النمسا تنقل الأخبار نقلاً عن وكالة الأنباء النمساوية (APA) اضافة لمصادرها الخاصة في صناعة الخبر

## دورها وأهميتها في الإعلام النمساوي
تُعد وكالة الأنباء النمساوية واحدة من أبرز الوكالات الإعلامية في النمسا، حيث تلعب دوراً حيوياً كمزود رئيسي للمعلومات والأخبار في البلاد. تأسست الوكالة بهدف نقل الأخبار المحلية والدولية بطريقة موثوقة ومتعمقة. كما تُعتبر مصدرًا رئيسيًا للعديد من الصحف النمساوية والإذاعة الوطنية، حيث تقوم بتزويد هذه المؤسسات الإخبارية بمحتوى صحفي مُعتمد.

## الملكية والتوزيع
وكالة الأنباء النمساوية مملوكة بشكل رئيسي للصحف النمساوية والإذاعة الوطنية ORF. وتتمتع هذه الوكالة بسمعة قوية في مجال الصحافة، حيث توفر خدماتها للعديد من وسائل الإعلام، بما في ذلك الصحف المحلية والإقليمية، فضلاً عن محطات التلفزيون والإذاعة. تقدم وكالة APA الأخبار بالعديد من اللغات وتغطي مواضيع متنوعة تشمل السياسة، الاقتصاد، الرياضة، الثقافة، وغيرها.

## الأنشطة والخدمات
تتمثل مهمة وكالة APA في تقديم الأخبار بشكل دقيق وموضوعي. تشمل خدمات الوكالة نشر الأخبار العاجلة، التقارير اليومية، والقصص الخاصة التي تسلط الضوء على الأحداث الجارية في النمسا وحول العالم. وتعمل APA على تقديم مواد إخبارية متنوعة تشمل مقاطع الفيديو والصور التي تسهم في تعزيز الإعلام الحديث.

## القضية القانونية المرتبطة بوكالة APA
في عام 1994، وقعت الحكومة النمساوية عقدًا مع وكالة الأنباء النمساوية لتوفير خدمات إعلامية صحفية في سياق التعاون الصحفي المحلي والدولي. هذا العقد كان جزءًا من الإجراءات التي تسبق انضمام النمسا إلى الاتحاد الأوروبي في عام 1995. في وقت لاحق، تم تعديل العقد لينتقل من وكالة APA إلى شركة تابعة مملوكة بالكامل، وهي APA-OTS. التعديلات شملت تحويل التكلفة إلى اليورو وتعديل السعر، بالإضافة إلى مراجعة بند فهرسة الأسعار في العقد.
لكن، في عام 2008، طعنت شركة منافسة تُدعى "وكالة أنباء برس" في التعديلات التي أُدخلت على العقد، مشيرة إلى أن هذه التعديلات تُعد بمثابة منح عقد جديد كان ينبغي أن يتم عبر عملية شراء تنافسي تتماشى مع النظام القانوني للمشتريات في النمسا بعد انضمامها للاتحاد الأوروبي. تم إحالة القضية إلى محكمة العدل الأوروبية، التي أصدرت حكماً أولياً في يونيو 2008، قضى بأن التعديلات لم تكن تغييراً جوهرياً في العقد، وأن الإجراءات الحكومية كانت مبررة. تُعتبر وكالة الأنباء النمساوية (APA) ركيزة أساسية للإعلام في النمسا، حيث توفر الأخبار بشكل شامل وموثوق للعديد من وسائل الإعلام. على الرغم من التحديات القانونية التي واجهتها، فإن الوكالة ما زالت تحتفظ بمكانتها كأحد أبرز المزودين للمعلومات في البلاد، مما يعكس الدور الحيوي الذي تلعبه في صناعة الأخبار النمساوية.